# Jonas Folcker
Jonas Fredrik Folcker, född 15 augusti 1886 i Filipstad, död 17 augusti 1950 i S:t Görans församling i Stockholm, var en svensk politiker och under många år verkställande direktör för restaurangkedjan Norma.

## Biografi
Jonas Folcker var son till borgmästaren i Strömstad Carl Gustaf Folcker och Klara Andersson. Han tog studentexamen i Vänersborg 1904 och officersexamen vid Militärhögskolan Karlberg 1906. Han blev underlöjtnant vid Värmlands regemente 1906 och löjtnant 1909. Åren 1915–1920 var han första ombudsman i Högerpartiets riksorganisation och mellan 1920 och 1925 generalagent för Försäkrings AB Skandia. Folcker var även ledamot av Stockholms stadsfullmäktige åren 1915–1919 och 1921–1927.
Folcker var gift med Eivor Olga Augusta (född Milles och syster till Carl Milles). Paret fick fyra barn. En son var konstnären Göran Folcker (1920–2000).
År 1924 var Jonas Folcker en av initiativtagarna för bildandet av restaurangkedjan ”Kafébolaget Norma AB” (kort NORMA), vars affärsidé var att erbjuda billig mat till allmänheten i välvårdade lokaler. Från och med 1927 var han bolagets verkställande direktör. 
Normas restauranger var numrerade i den ordning som de öppnade. De första fyra invigdes 1924 vid Funckens gränd (Norma 1), Österlånggatan (Norma 2), Rörstrandsgatan (Norma 3) och Vanadisvägen (Norma 4). Så småningom var Folcker direktör för ett 40-tal Normarestauranger runtom i Stockholm. Den befattningen behöll han fram till sin död 1950.
År 1944 förvärvade Norma även Berns salonger vid Berzelii park. Som Berns nye chef lyckades Folcker anställda två prominenta kinesiska kockar från en restaurang i Berlin. Man blev därmed först i Sverige att servera kinesisk mat.